# Krasnovite
La krasnovite è un minerale.